# توبي ليونغ
توبي ليونغ (بالصينية: 梁靖琪) هي سيدة أعمال وممثلة صينية، ولدت في 27 فبراير 1983.

## وصلات خارجية
- توبي ليونغ على موقع IMDb (الإنجليزية)
- توبي ليونغ على موقع قاعدة بيانات الفيلم (الإنجليزية)